# Bermius
Bermius is een geslacht van rechtvleugeligen uit de familie veldsprinkhanen (Acrididae). De wetenschappelijke naam van dit geslacht is voor het eerst geldig gepubliceerd in 1878 door Stål.

## Soorten
Het geslacht Bermius omvat de volgende soorten:
- Bermius brachycerus Stål, 1878
- Bermius buntamurra Rehn, 1957
- Bermius curvicercus Sjöstedt, 1921
- Bermius odontocercus Stål, 1878